# Leo Losert
Leo Losert, född 31 oktober 1902 i Ried im Innkreis, död 22 oktober 1982, var en österrikisk roddare.
Losert blev olympisk bronsmedaljör i dubbelsculler vid sommarspelen 1928 i Amsterdam.